# Missanello
Missanello är en ort och kommun i provinsen Potenza i regionen Basilicata i Italien. Kommunen hade 564 invånare (2017).